# Trathala oregona
Trathala oregona là một loài tò vò trong họ Ichneumonidae.